# Франхти
Франхти (греч. Σπήλαιον Φράγχθι) — пещера в Греции (восточный Пелопоннес), где найдены одни из самых древних следов пребывания человека в этом регионе (7600 г. до н. э.).
Пещера была обитаема не менее чем 20 тыс. лет назад, в эпоху палеолита, а затем мезолита и неолита (столь длительная последовательность почти уникальна — в качестве аналогов можно привести культуру Бельбаши в Турции или Кониспольские пещеры в Албании). Люди ушли ок. 3000 г. до н. э. Франхти — одно из немногих мест в мире, в котором люди непрерывно жили на протяжении столь длительного периода. По этой причине Франхти является уникальным источником по доисторической хронологии Греции.
Основным занятием обитателей Франхти было рыболовство. В пещере найдены кости рыб, обитающих далеко от берега, что указывает на наличие навыков мореходства и сближает жителей Франхти с культурой Импрессо. Кроме того, в пещере содержатся следы керамики (сосуды для хранения зерна). Вначале люди собирали урожай миндаля, фисташек и бобовых, а после 10 500 г. до н. э. также овес и ячмень. После 7300 г. до н. э. в диете появилась также дикая груша. Эти растения в данном регионе не растут, некоторые из них определенно имеют происхождение из Малой Азии. Предполагается, что обитатели пещеры разводили бобовые и орехи раньше, чем начали возделывать зерновые. Тем самым Франхти — место обитания древнейших земледельцев Европы.
Каменные орудия труда и оружие изготовляли из обсидиана, который добывали на острове Милос в Эгейском море, более чем в 100 км от берега, что так же, как и характер улова, свидетельствует о навыках навигации в открытом море. Датировка обсидиана показала, что милосский обсидиан попал во Франхти около 15 тысяч лет назад. Культурную пшеницу и домашних животных начали разводить ок. 6000 г. до н. э.